# Бибијена
Бибијена (итал. Bibbiena) је насеље у Италији у округу Арецо, региону Тоскана.
Према процени из 2011. у насељу је живело 6394 становника. Насеље се налази на надморској висини од 362 м.

## Становништво
| 1931.  | 1936.  | 1951.  | 1961. | 1971.  | 1981.  | 1991.  | 2001.  | 2011.  |
| ------ | ------ | ------ | ----- | ------ | ------ | ------ | ------ | ------ |
| 10.037 | 10.214 | 10.185 | 9.862 | 10.313 | 10.663 | 10.969 | 11.462 | 12.284 |